# Буллер (округ)
Буллер — округ Новой Зеландии, входящий в состав региона Уэст-Кост. В состав округа входят такие города как Уэстпорт, Карамеа, Рифтон и Инангахуа-Джанкшен. Площадь — 7953,12 км². Административный центр — Уэстпорт, в котором проживает 45 % населения округа. По данным переписи населения 2006 года население Буллера составляет 9702 человека, 8 % населения — маори. 3900 человек живут в Уэстпорте, 948 в Рифтоне, 423 в Карамеа и 159 в Инангахуа-Джанкшен.